# Seven de Sudáfrica 2010
El Seven de Sudáfrica de 2010 fue la duodécima edición del torneo sudafricano de rugby 7 y el segundo torneo de la temporada 2010-11 de la Serie Mundial Masculina de Rugby 7.
Se disputó en la instalaciones del Outeniqua Park de George.

## Fase de grupos

### Grupo A
| Equipo    | Encuentros | Encuentros | Encuentros | Encuentros | Tantos  | Tantos    | Tantos     | Puntos |
| Equipo    | jugados    | ganados    | empatados  | perdidos   | a favor | en contra | diferencia | Puntos |
| --------- | ---------- | ---------- | ---------- | ---------- | ------- | --------- | ---------- | ------ |
| Gales     | 3          | 3          | 0          | 0          | 81      | 34        | 47         | 9      |
| Australia | 3          | 2          | 0          | 1          | 64      | 40        | 24         | 7      |
| Escocia   | 3          | 1          | 0          | 2          | 35      | 52        | -17        | 5      |
| Francia   | 3          | 0          | 0          | 3          | 24      | 78        | -54        | 3      |

Nota: Se otorgan 3 puntos al equipo que gane un partido, 2 al que empate y 1 al que pierda

### Grupo B
| Equipo         | Encuentros | Encuentros | Encuentros | Encuentros | Tantos  | Tantos    | Tantos     | Puntos |
| Equipo         | jugados    | ganados    | empatados  | perdidos   | a favor | en contra | diferencia | Puntos |
| -------------- | ---------- | ---------- | ---------- | ---------- | ------- | --------- | ---------- | ------ |
| Fiyi           | 3          | 2          | 1          | 0          | 104     | 26        | 78         | 8      |
| Samoa          | 3          | 2          | 1          | 0          | 81      | 36        | 45         | 8      |
| Estados Unidos | 3          | 1          | 0          | 2          | 60      | 74        | -14        | 5      |
| Namibia        | 3          | 0          | 0          | 3          | 14      | 123       | -109       | 3      |

### Grupo C
| Equipo        | Encuentros | Encuentros | Encuentros | Encuentros | Tantos  | Tantos    | Tantos     | Puntos |
| Equipo        | jugados    | ganados    | empatados  | perdidos   | a favor | en contra | diferencia | Puntos |
| ------------- | ---------- | ---------- | ---------- | ---------- | ------- | --------- | ---------- | ------ |
| Nueva Zelanda | 3          | 3          | 0          | 0          | 100     | 14        | 86         | 9      |
| Inglaterra    | 3          | 2          | 0          | 1          | 47      | 30        | 17         | 7      |
| Rusia         | 3          | 1          | 0          | 2          | 46      | 57        | -11        | 5      |
| Kenia         | 3          | 0          | 0          | 3          | 10      | 102       | -92        | 3      |

### Grupo D
| Equipo    | Encuentros | Encuentros | Encuentros | Encuentros | Tantos  | Tantos    | Tantos     | Puntos |
| Equipo    | jugados    | ganados    | empatados  | perdidos   | a favor | en contra | diferencia | Puntos |
| --------- | ---------- | ---------- | ---------- | ---------- | ------- | --------- | ---------- | ------ |
| Sudáfrica | 3          | 3          | 0          | 0          | 100     | 12        | 88         | 9      |
| Argentina | 3          | 2          | 0          | 1          | 55      | 41        | 14         | 7      |
| Portugal  | 3          | 1          | 0          | 2          | 26      | 83        | -57        | 5      |
| Zimbabue  | 3          | 0          | 0          | 3          | 38      | 83        | -55        | 3      |

## Fase Final

### Cuartos de final
| 11 de diciembre | Gales | 14 - 19 | Samoa |  |  |

| 11 de diciembre | Sudáfrica | 10 - 19 | Inglaterra |  |  |

| 11 de diciembre | Nueva Zelanda | 26 - 0 | Argentina |  |  |

| 11 de diciembre | Fiyi | 33 - 5 | Australia |  |  |

### Semifinal
| 11 de diciembre | Samoa | 12 - 22 | Inglaterra |  |  |

| 11 de diciembre | Nueva Zelanda | 26 - 19 | Fiyi |  |  |

### Final
| 11 de diciembre | Inglaterra | 19 - 22 | Nueva Zelanda |  |  |

| Bandera de Nueva Zelanda |
| Campeón Nueva Zelanda    |
| 1º título del circuito   |